# فیلیپ کمل
فیلیپ کمل (زاده ۲۸ ژوئن ۱۹۴۸) سیاستمدار فرانسوی است که شهردار کاروین و عضو سابق مجلس ملی فرانسه است. او عضو حزب سوسیالیست است.

## اوایل زندگی
کمل در امرین، نورد به دنیا آمد.
کمل تحصیلات متوسطه خود را در دبیرستان گوندکورت به پایان رساند و در لیل در رشته‌های اقتصاد، جامعه‌شناسی و حسابداری تحصیل کرد. او که یک اقتصاددان و جامعه‌شناس آموزش‌دیده است، اقتصاد لجستیک را در دانشگاه لیل تدریس می‌کند و همچنین حسابداری شرکت‌ها را انجام می‌دهد.

## زندگی سیاسی
کمل در سال ۱۹۷۴ در زمان اولین نامزدی فرانسوا میتران به حزب سوسیالیست پیوست. او عضو حزب سوسیالیست متحد بود.
از سال ۱۹۷۷، کمل عضو لیست نامزدهای شهرداری در کاروین بوده است. وی برای اولین بار در سال ۱۹۸۳ به لیست اتحادیه چپ راه یافت و از آن زمان به بعد به عنوان مقام منتخب این لیست بوده است.
او در انتخابات شهرداری سال ۲۰۰۱ به عنوان شهردار کاروین انتخاب شد.

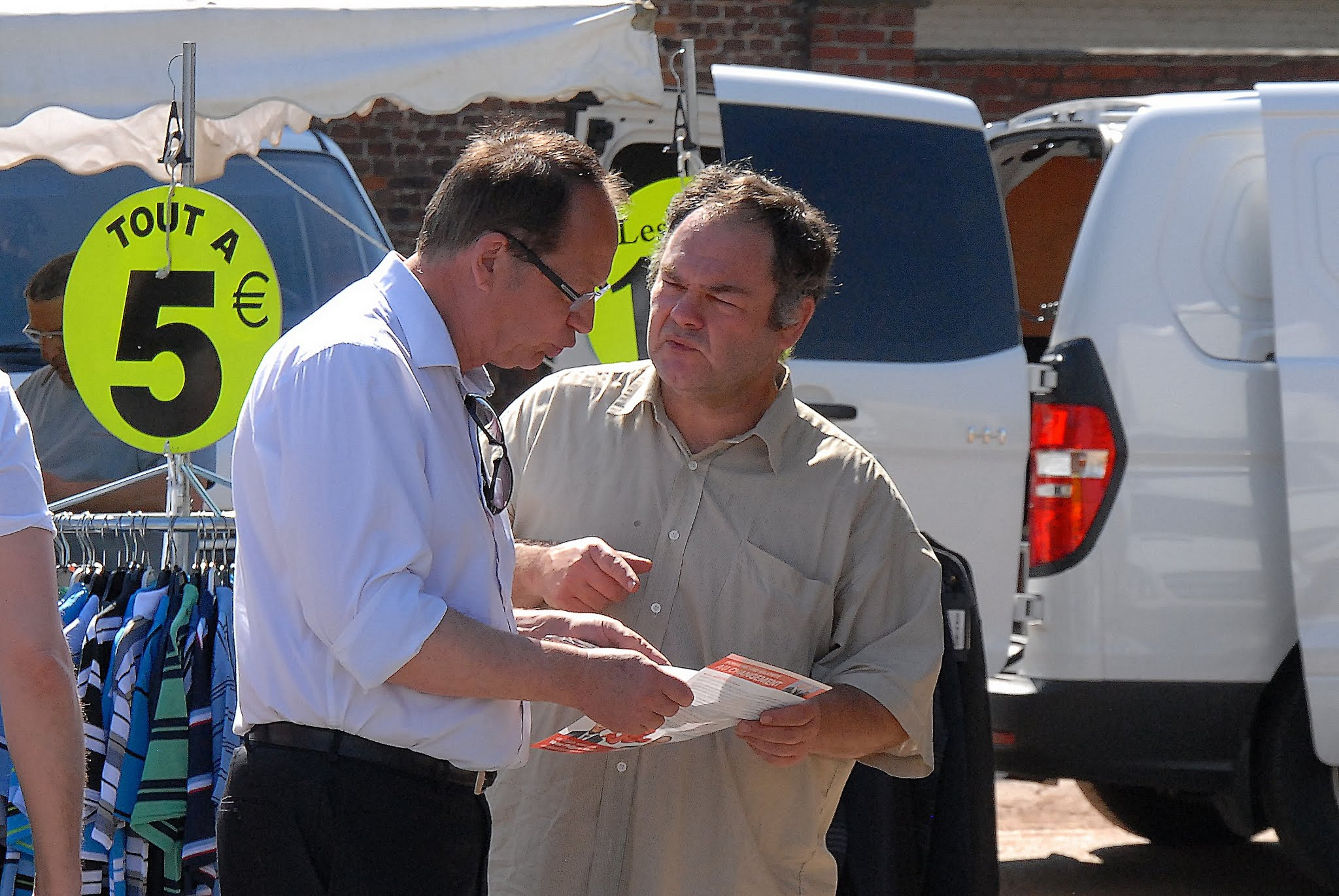
کمل در طول کارزار انتخابات مجلس ۲۰۱۲

او از سال ۲۰۰۰ تا ۲۰۱۲ در شورای منطقه ای نورد پاس دو کاله خدمت کرد، از سال ۲۰۰۴ معاون چندین دبیرستان بود و در سال ۲۰۱۰ رئیس دفتر دانیل پرچرون شد.
کمل در انتخابات پارلمانی فرانسه در سال ۲۰۱۲ برای حزب سوسیالیست شرکت کرد. او در ۱۷ ژوئن ۲۰۱۲ در حوزه انتخابیه یازدهم پاس دو کاله، پس از مبارزات انتخاباتی با مشارکت بالا، به عنوان نماینده مجلس انتخاب شد که در دور اول ژان لوک ملانشون، عضو جبهه چپ پارلمان اروپا را شکست داد و در دور دوم موفق به شکست مارین لوپن با اختلاف اندک ۱۱۸ رای شد.
کمل در انتخابات پارلمانی فرانسه در سال ۲۰۱۷ مجدداً نامزد شد اما در دور اول شکست قاطعانه ای خورد و تنها ۱۰ درصد آرا را به دست آورد. در دور دوم، کرسی او توسط مارین لوپن پس گرفته شد.
پس از انتخاب ژان پیر کوربیس در سنا و رای داخلی مجلس، کمل به عنوان نامزدی برای جانشینی رئیس مجلس انتخاب شد، اما در انتخابات جانشین توسط کریستوف پیلش شکست خورد.

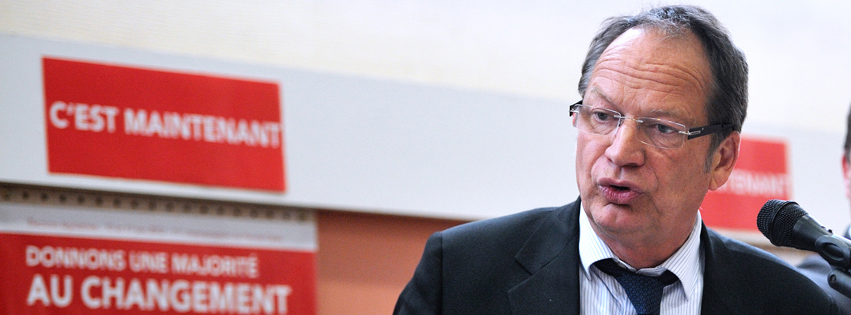
کمل در کارزار انتخاباتی سال ۲۰۱۲

## مقام‌ها
- شهردار کاروین از ۱۹ مارس ۲۰۰۱
- عضو پارلمان ناحیه یازدهم پاس دو کاله از ۲۰ ژوئن ۲۰۱۲ تا ۲۰ ژوئن ۲۰۱۷
- نایب رئیس شورای منطقه ای نورد پاس دو کاله تا دسامبر ۲۰۱۲.